# Boudewijn I van Constantinopel
Boudewijn (Valencijn, juli 1171 - Bulgarije, 1205) was als Boudewijn IX graaf van Vlaanderen van 1194 tot 1205, als Boudewijn VI graaf van Henegouwen van 1195 tot 1205, en als Boudewijn I in de jaren 1204 en 1205 de eerste keizer van het Latijns Keizerrijk van Constantinopel.

## Familie
Hij was de oudste zoon van graaf Boudewijn V van Henegouwen en van Margaretha van de Elzas, zus en erfgename van Filips van de Elzas, graaf van Vlaanderen. Hij trouwde in 1186 met Maria, dochter van Hendrik I van Champagne. Bij de dood van zijn moeder (15 november 1194) werd hij graaf van Vlaanderen en na het overlijden van zijn vader (17 december 1195) erfde hij ook het graafschap Henegouwen. Aldus waren beide graafschappen weer voor het eerst verenigd sinds Robrecht I de Fries zijn voorganger Arnulf III van Vlaanderen had verslagen.

## Graaf
Als jonge man sloot Boudewijn zich aan bij koning Filips II van Frankrijk en vocht met hem tegen Richard I van Engeland in de veldslagen van Issoudun en Aumale. Toen hij zelf aan de macht was gekomen veranderde hij zijn beleid echter en sloot in 1197 een verbond met Richard in diens hoofdzetel Kasteel Gaillard. Vervolgens veroverde Boudewijn het grootste deel van het graafschap Artesië (Artois). In 1191 had zijn vader, graaf Boudewijn de Moedige de rechten op Atrecht, Lens, Sint-Omaars en Boulogne (het latere graafschap Artesië) afgestaan aan Filips II August van Frankrijk om diens toestemming te verkrijgen als graaf te worden erkend. Boudewijn steunde (1198) de verkiezing van Otto IV van Brunswijk tot Duitse koning en verwierf (1199) het graafschap Namen. Bij de Vrede van Péronne (1200) werd Filips verplicht een deel van Artesië terug te geven.
Op 23 februari 1200 legden Boudewijn en zijn echtgenote Maria van Champagne in de Sint-Donaaskerk te Brugge de kruisvaartgelofte af. Op 14 april 1202 verliet Boudewijn zijn graafschap om zich aan te sluiten bij de vierde Kruistocht. Maria was zwanger en bleef daarom achter als regentes.

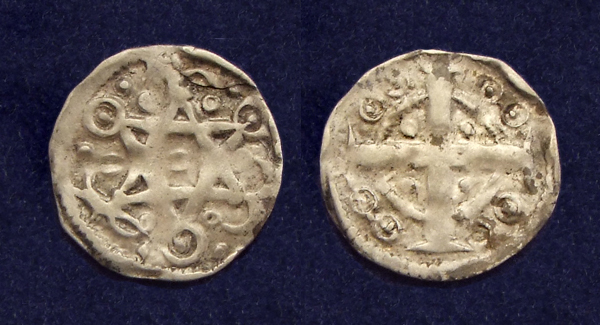
Graafschap Vlaanderen, AR maille of kleine denarius, geslagen in Ieper onder Boudewijn IX, Graaf van Vlaanderen (1191-1202)

## Keizer

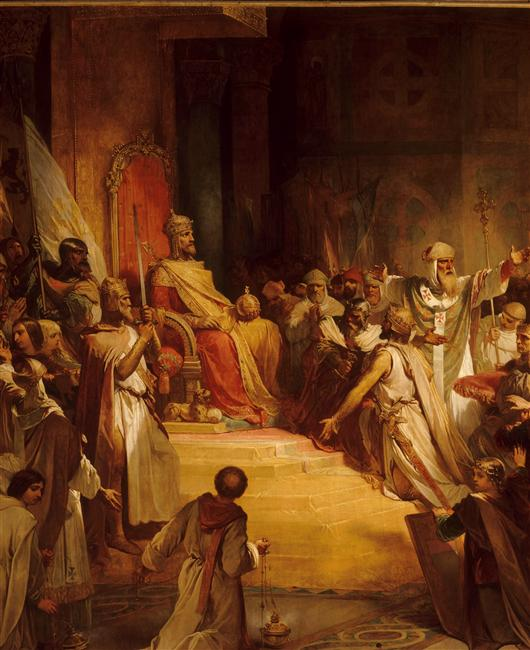
Benoeming van Boudewijn IX tot keizer Boudewijn I.

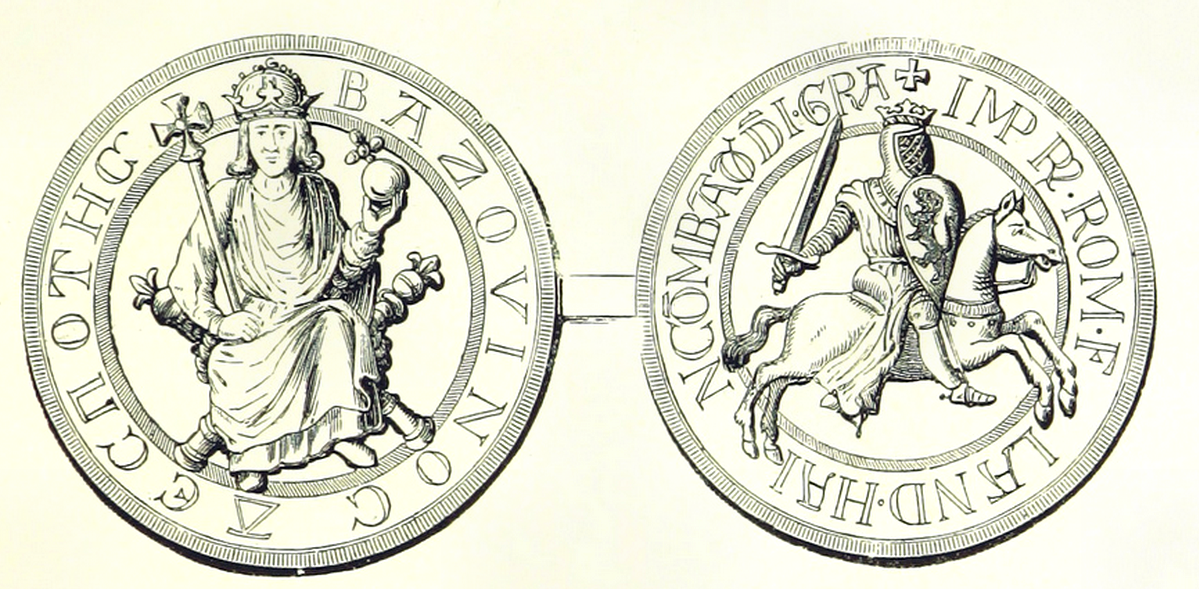
Keizerlijk zegel van Boudewijn I van Constantinopel

In november 1199 nam Boudewijn deel aan een toernooi in het kasteel van Ecry, georganiseerd door Theobald III van Champagne. Gegrepen door een vlaag van vroomheid, besloten de aanwezige ridders hun spelen te beëindigen en het Heilige Land te heroveren. De kruisridders vonden de Venetiaanse vloot bereid om hen over te zetten en proviand te verschaffen in ruil voor de helft van de buit die ze zouden maken.

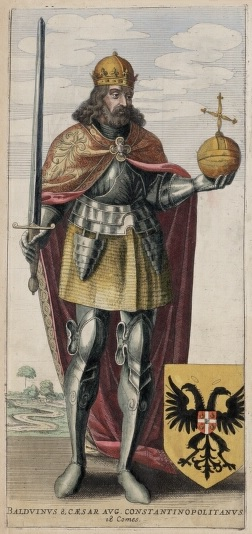
Boudewijn, Keizer van Constantinopel (afbeelding uit Flandria illustrata, 1641)

De vierde kruistocht was in de greep van de economische belangen van de Republiek Venetië. Daarom nam Boudewijn eerst deel aan de verovering van Zadar, een opkomende concurrent van Venetië. Vervolgens trokken de kruisvaarders naar Constantinopel om in 1203 de pro-Venetiaanse Alexios IV Angelos te helpen om keizer te worden. Alexios werd in 1204 door een binnenlandse staatsgreep verdreven en dat was voor de kruisvaarders aanleiding om de stad te bestormen en te plunderen. Zij boden de keizerskroon aan de Doge van Venetië, Enrico Dandolo, maar die weigerde. Daarop kozen ze een keizer uit hun midden. Een commissie bestaande uit zes kruisvaarders en zes Venetianen verkoos Boudewijn op 9 mei 1204 unaniem tot keizer, boven Bonifatius I van Monferrato. Deze laatste stond voor de Venetianen te dicht bij hun aartsrivaal Genua. Op 16 mei werd Boudewijn gekroond in de Hagia Sophia. Hij kreeg de stad Constantinopel en de gebieden ter weerszijden van de Bosporus en de Dardanellen toegewezen als persoonlijk bezit, naast enkele eilanden. Het grootste gebied, soms nog onveroverd, viel toe aan de Venetianen.
Als keizer probeerde Boudewijn samen met de paus om het Oosters Schisma te beëindigen. Politiek werd hij geconfronteerd met Bonifatius van Monferrato, die een zelfstandig koninkrijk vestigde rond Thessaloniki. Een onderlinge oorlog tussen de kruisvaarders kon met veel moeite worden voorkomen. In 1205 kwam de Griekse bevolking van Thracië in opstand en veroverde met Bulgaarse steun Adrianopel. Boudewijn belegerde de stad maar werd in april verslagen. Hij werd gevangengenomen en was sindsdien spoorloos. In 1206 ontving de paus een brief uit Bulgarije waarin werd medegedeeld dat Boudewijn was overleden. Zijn broer Hendrik volgde hem op als keizer.
Volgens de lokale folklore in Veliko Tarnovo, hoofdstad van het Tweede Bulgaarse Koninkrijk, werd Boudewijn gevangengezet in een toren in de muur van de vesting Tsarevets. Dit torentje is nog altijd (in herstelde staat) te zien en wordt lokaal Boudewijns Toren genoemd. Alberik van Trois-Fontaines verhaalt voorts dat Boudewijn de avances van een Bulgaarse koningin afsloeg, die hem prompt van poging tot verkrachting beschuldigde en hem liet executeren. De Bulgaarse vorst Joannitsa zou opdracht hebben gegeven Boudewijns lichaam in stukken te hakken en aan de honden te voederen. De honden zouden echter geweigerd hebben zijn lichaam te eten. Volgens verhalen zou de tsaar van Bulgarije Kaloyan uit zijn schedel wijn hebben gedronken zoals ook gebeurde met de Byzantijnse keizer Nikephoros I na het Slag bij Pliska
Twintig jaar later verscheen er in Vlaanderen een kluizenaar ten tonele die beweerde de verloren gewaande Boudewijn te zijn. Deze Valse Boudewijn (waarschijnlijk ene Bertrand van Rais) slaagde erin enige volgelingen om zich heen te verzamelen, maar werd uiteindelijk ontmaskerd en in 1225 als bedrieger terechtgesteld.

## Huwelijk en kinderen
Boudewijn trouwde op 13 januari 1186 te Château-Thierry met Maria van Champagne. Zij kregen twee dochters:
- Johanna van Constantinopel
- Margaretha II van Vlaanderen.

## Trivia
In 2005 werd hij genomineerd voor de titel van De Grootste Belg. Hij eindigde echter buiten de nominatielijst op nr. 197.

## Voorouders
| Boudewijn I van Constantinopel (1171-1205) | Vader: Boudewijn de Moedige (1150-1195)     | Grootvader: Boudewijn IV van Henegouwen (1110-1171) | Overgrootvader: Boudewijn III van Henegouwen (1087-1020) |
| Boudewijn I van Constantinopel (1171-1205) | Vader: Boudewijn de Moedige (1150-1195)     | Grootvader: Boudewijn IV van Henegouwen (1110-1171) | Overgrootmoeder: Yolanda van Gelre (1090-1131)           |
| Boudewijn I van Constantinopel (1171-1205) | Vader: Boudewijn de Moedige (1150-1195)     | Grootmoeder: Aleidis van Namen                      | Overgrootvader: Godfried van Namen (1067-1139)           |
| Boudewijn I van Constantinopel (1171-1205) | Vader: Boudewijn de Moedige (1150-1195)     | Grootmoeder: Aleidis van Namen                      | Overgrootmoeder: Ermesinde I van Namen (1080-1134)       |
| Boudewijn I van Constantinopel (1171-1205) | Moeder: Margaretha van de Elzas (1145-1194) | Grootvader: Diederik van de Elzas (1100-1168)       | Overgrootvader: Diederik II van Lotharingen (1050-1115)  |
| Boudewijn I van Constantinopel (1171-1205) | Moeder: Margaretha van de Elzas (1145-1194) | Grootvader: Diederik van de Elzas (1100-1168)       | Overgrootmoeder: Gertrudis van Vlaanderen (1080-1117)    |
| Boudewijn I van Constantinopel (1171-1205) | Moeder: Margaretha van de Elzas (1145-1194) | Grootmoeder: Sybille van Anjou (1116-1165)          | Overgrootvader: Fulco V van Anjou (1091-1143)            |
| Boudewijn I van Constantinopel (1171-1205) | Moeder: Margaretha van de Elzas (1145-1194) | Grootmoeder: Sybille van Anjou (1116-1165)          | Overgrootmoeder: Ermengarde van Maine (1096-1126)        |